# 布查德花園
布查德花園（英語：Butchart Gardens），又譯寶翠花園，是一個花卉展示園，坐落在加拿大卑詩省溫哥華島中沙尼治的布倫活灣（Brentwood Bay），離省府維多利亞以北約23公里。花園的前身為一座石灰石採石場，佔地5.26公頃，由珍妮·布查德（Jennie Butchart）指導下於1904年至1939年間改建而成。
珍妮·布查德的丈夫羅拔（Robert Pim Butchart）於此處設立石礦場和混凝土工廠。隨著礦場採伐殆盡，布查德夫人開始以花卉美化此地，後來成為布查德花園，並將採伐石礦後遺下的深坑改建成下沉花園（Sunken Garden）。布查德夫婦於1905年聘請了一個日本景觀設計師建造了日本庭園，又於1929年建造了一個意大利花園和玫瑰園。

到了2004年，工作人員執行了一系列的花園重整。五十個專職或兼職人員，培養超過百萬花壇植物在某些700不同品種，以確保每年三月到十月不間斷盛開。花園於同年列入加拿大國家歷史古蹟。

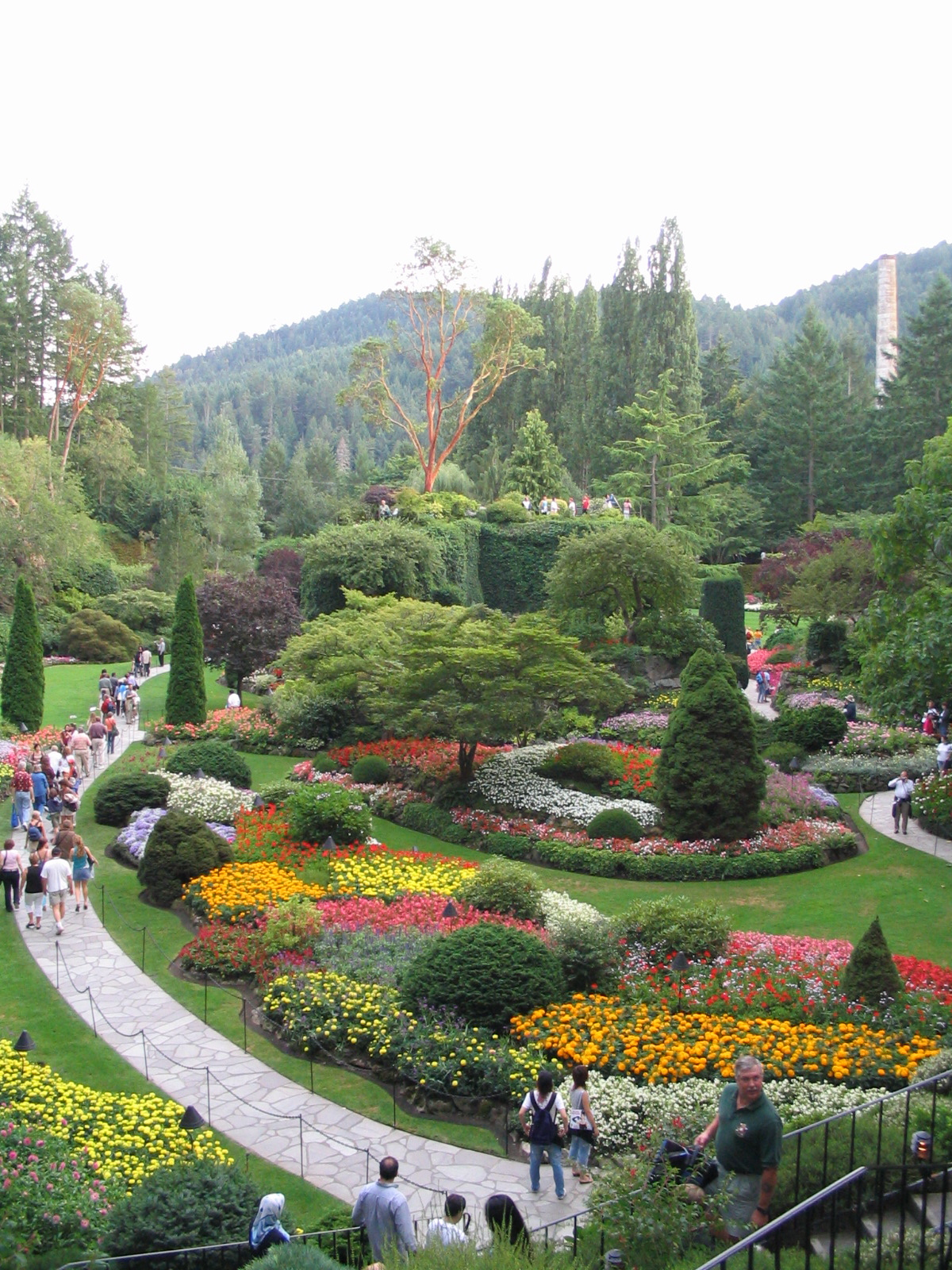
布查德花園内的下沉花園
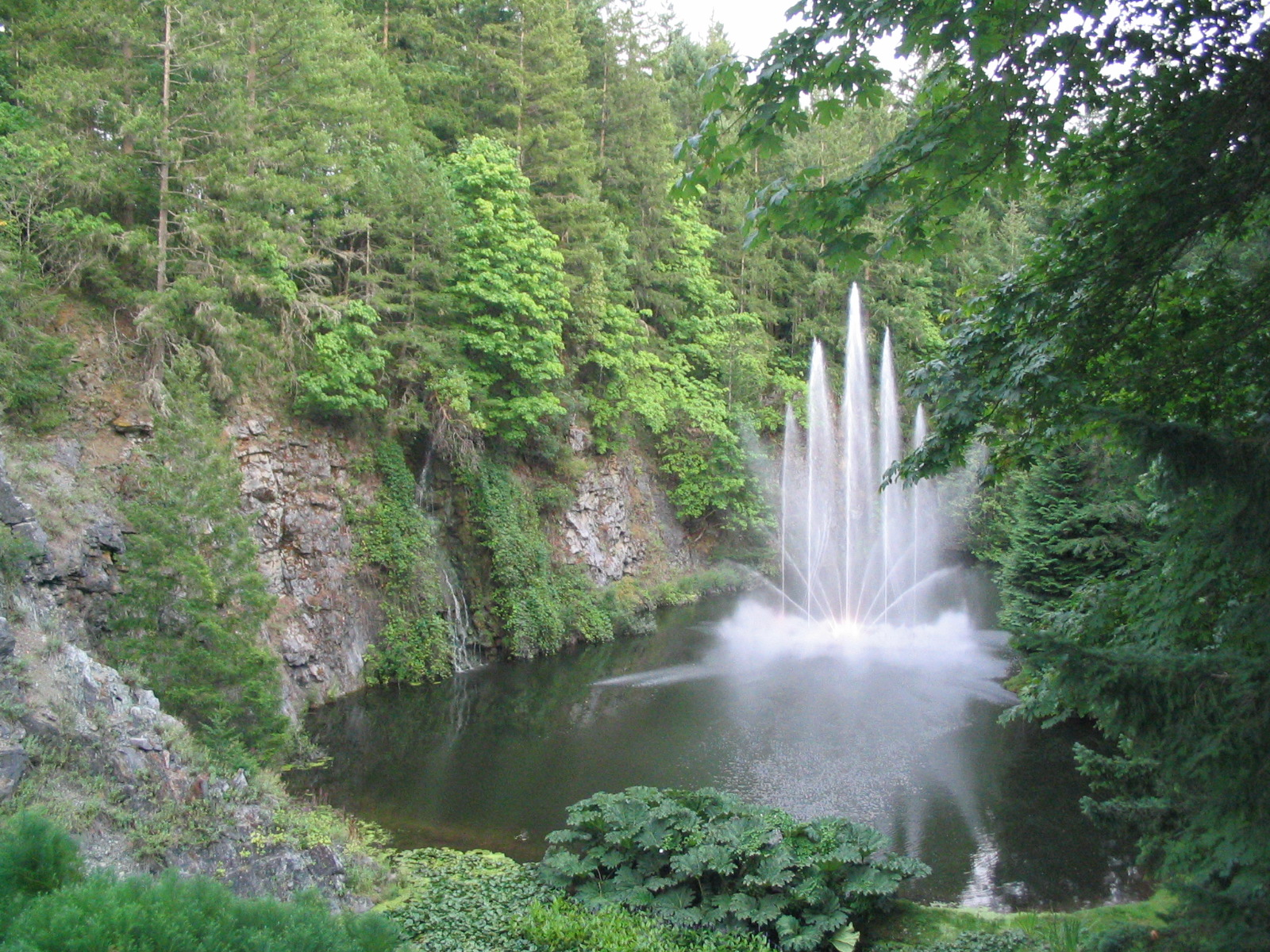
羅斯噴泉
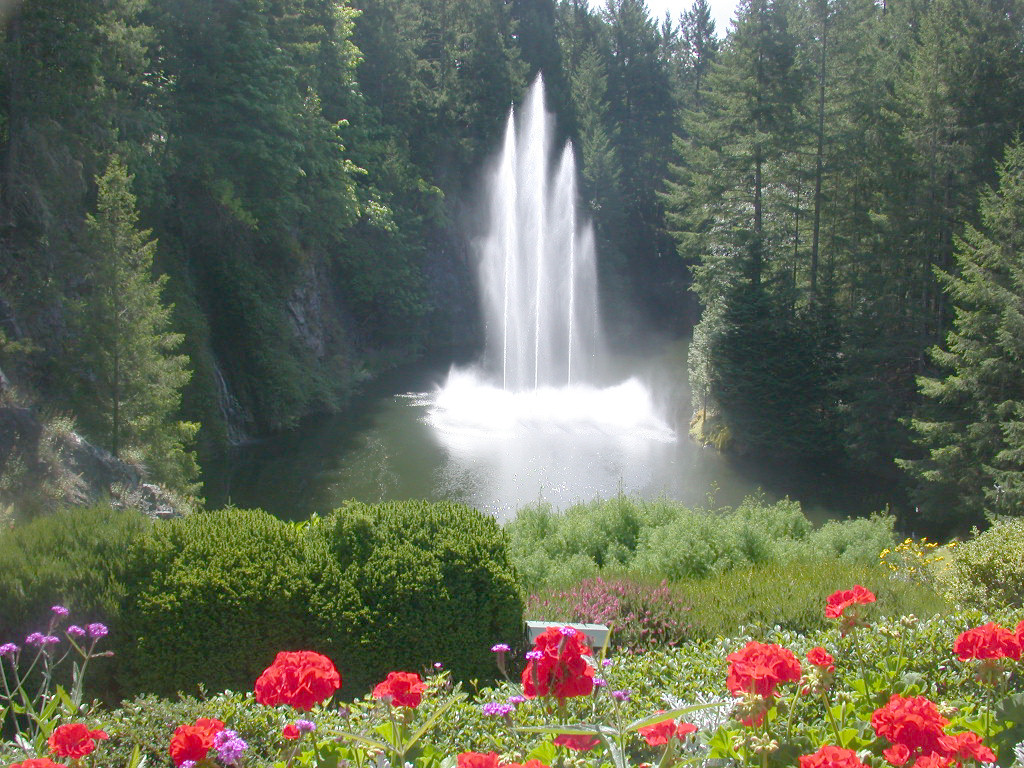
羅斯噴泉
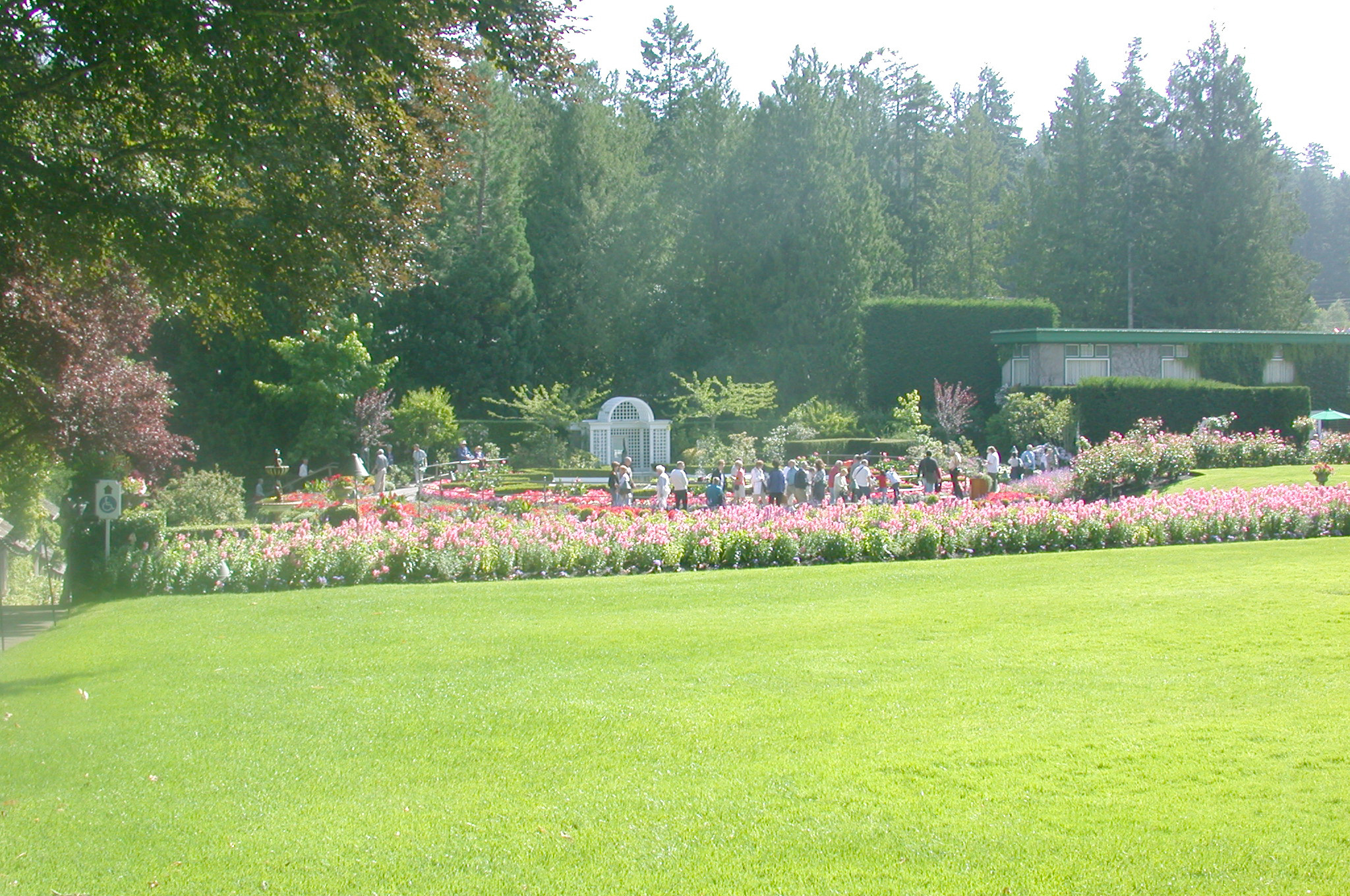
布查德花園
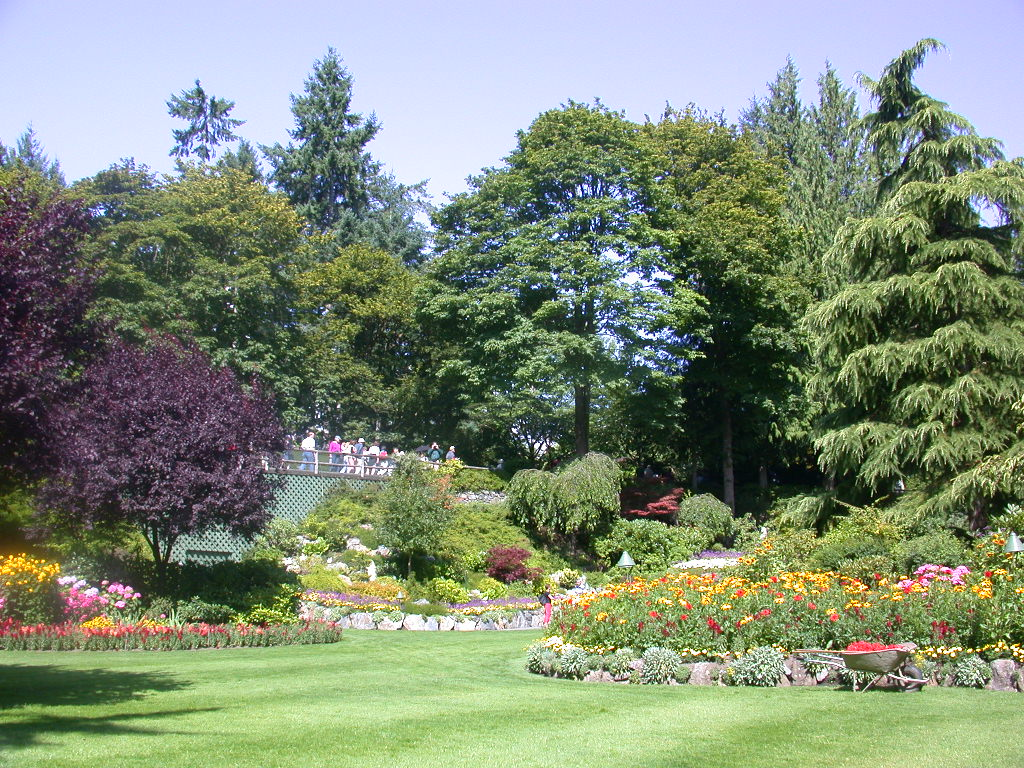
布查德花園
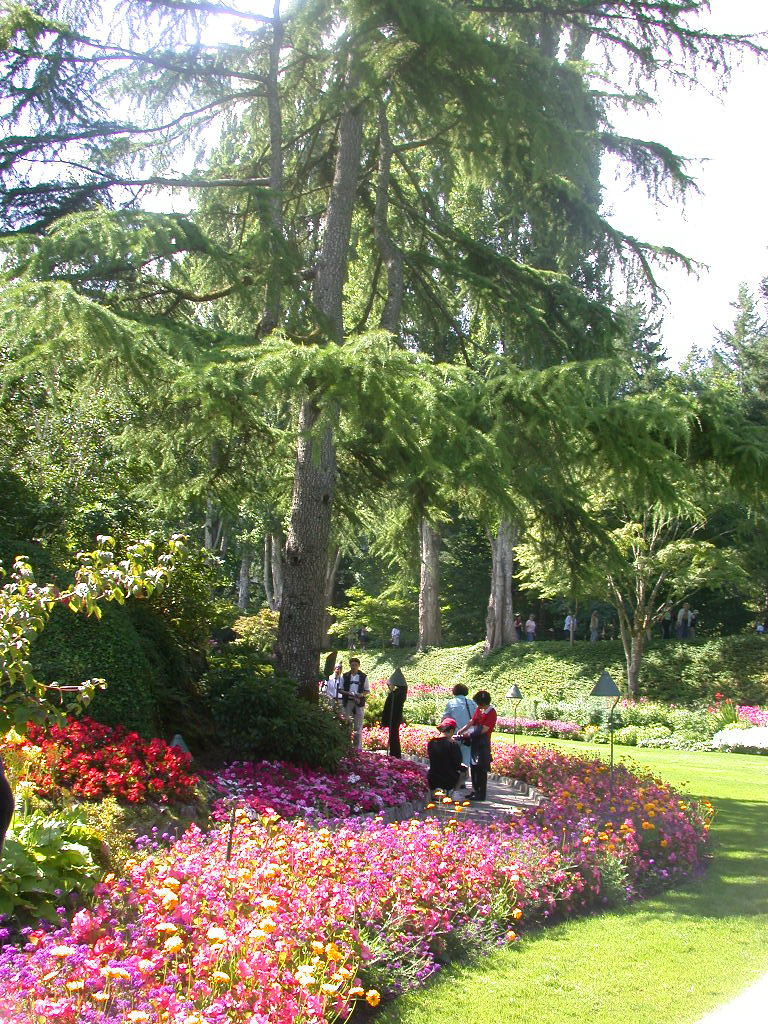
布查德花園
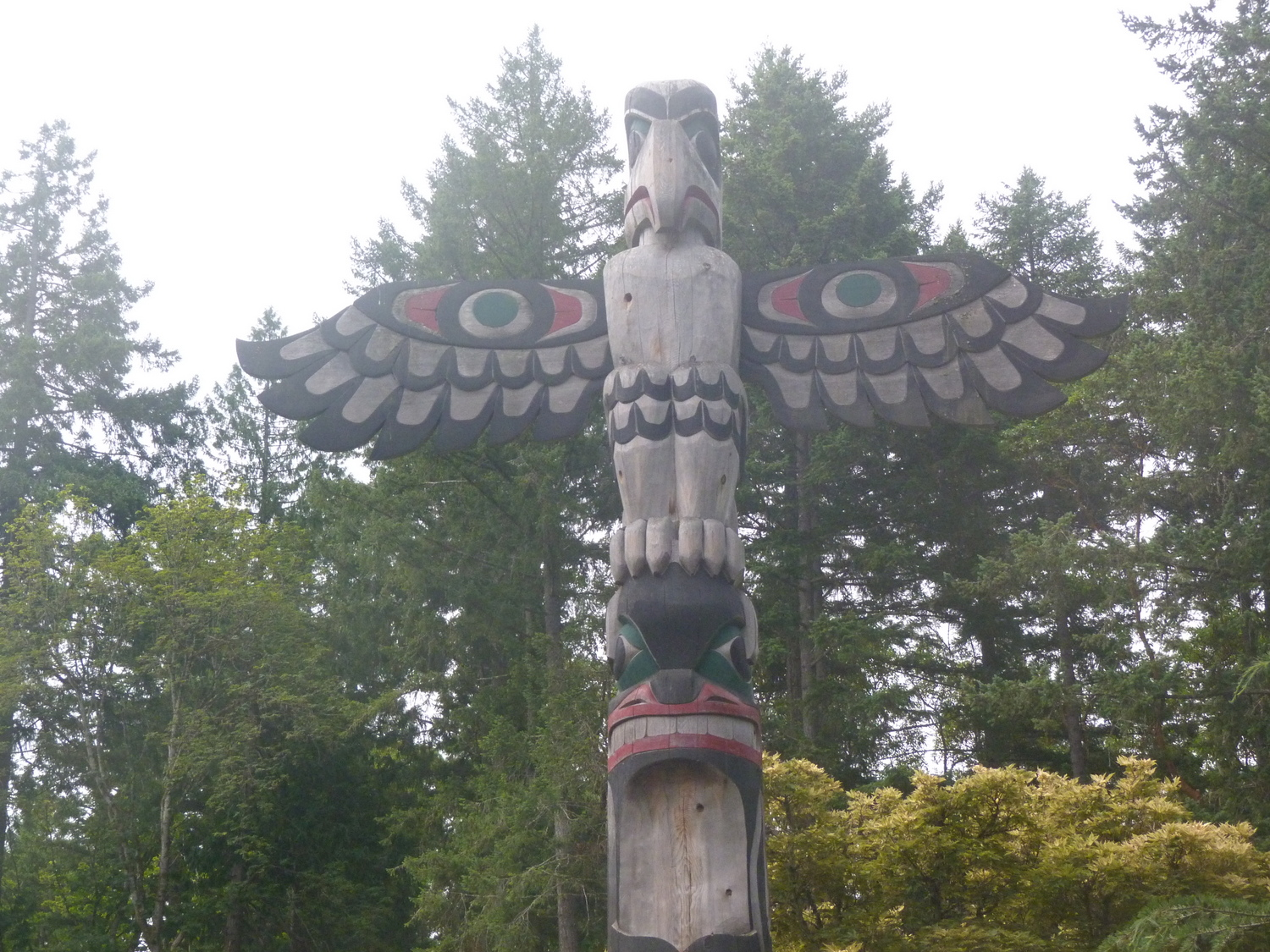
Butchart  Gardens
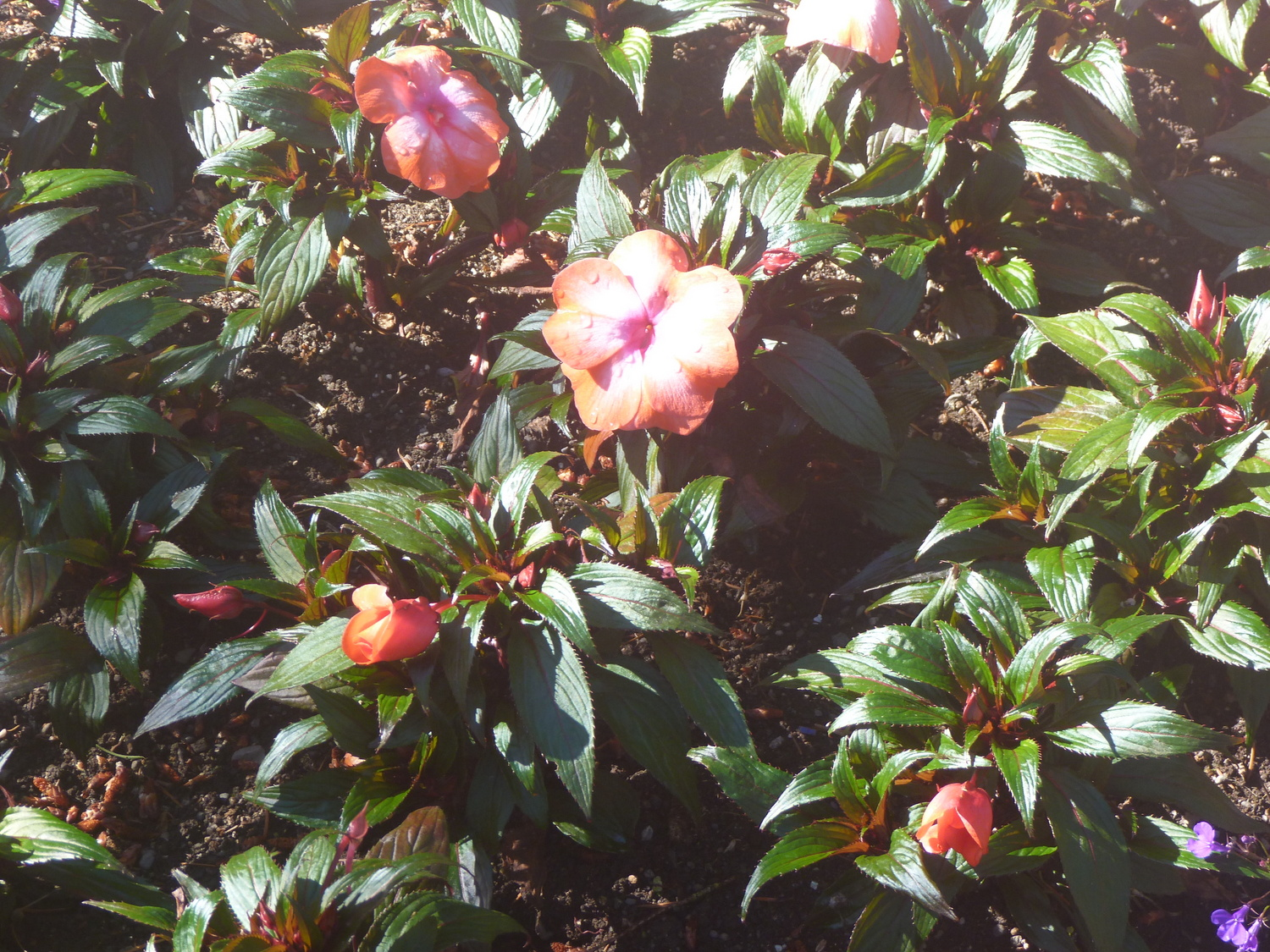
Butchart Gardens
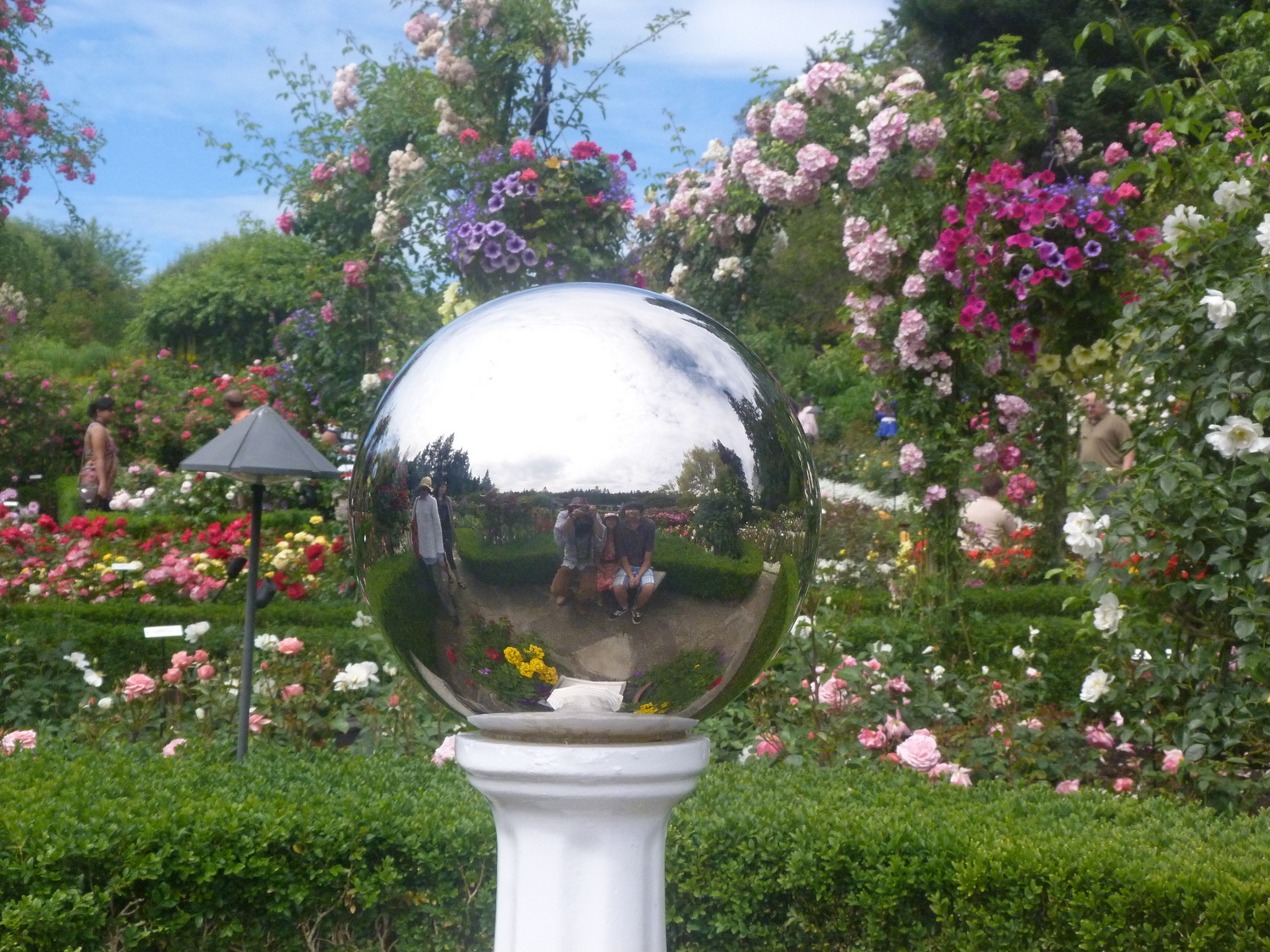
Butchart Garden

## 外部連結
- 维基共享资源上的相關多媒體資源：布查德花園
- 布查德花園官方網站：英文版 / 繁體中文版 / 簡體中文版